# مطالب الشعب المغربي
في 1 ديسمبر 1934 طالبت الحركة الوطنية المغربية عبر كتلة العمل الوطني سلطات الحماية الفرنسية بعدة إصلاحات إدارية واقتصادية واجتماعية لصالح الشعب المغربي، من خلال تقديم وثيقة مطالب الشعب المغربي، التي عرفت كذلك باسم برنامج الإصلاحات المغربية . وقدم علال الفاسي ومحمد اليزيدي هذه الوثيقة للإقامة العامة بالرباط، وقدمها للسلطان بالدار البيضاء كل من عبد العزيز بن إدريس العمراوي وأحمد الشرقاوي ومحمد غازي وأبو بكر القادري، وتكلف عمر بنعبد الجليل ومحمد الحسن الوزاني بتقديم تلك المطالب إلى وزير الخارجية بيير لافال بباريس.

## الإصلاحات
تضمنت الوثيقة الإصلاحات الآتية :
- السياسة الإدارية : إنشاء نظام إداري يرتكز على ما ورد في معاهدة الحماية، إلغاء الحكم المباشر، وتكوين حكومة مغربية، وإقرار حرية التعبير.
- السياسة الاقتصادية والمالية : وضع حد للاستغلال الاقتصادي، والمساواة في الضرائب بين المغاربة والأجانب، تكوين تعاونيات فلاحية، حماية الصناعة التقليدية من المنافسة، تأميم مصادر الطاقة والسكك الحديدية، ...
- السياسة الاجتماعية : الاهتمام بالتعليم خصوصا الابتدائي، والصحة كإحداث المستوصفات والمستشفيات، وتحسين ظروف العمال المغاربة مثل تحديد ساعات العمل في 8 ساعات.

وتكونت الوثيقة من 15 فصلا:
- الإصلاحات السياسية
- الحريات الشخصية والعامة
- الجنسية المغربية والحالة المدنية
- الإصلاحات العدلية
- الإصلاحات الاجتماعية
- الأوقاف الإسلامية
- الصحة العامة والإسعاف الاجتماعي
- شؤون العمل
- الإصلاحات الاقتصادية والمالية
- النظام العقاري
- الضرائب والأداءات
- الإصلاحات المتفرقة
- العربية كلغة رسمية للبلاد
- العلم المغربي والأعياد الرسمية
- التشريعات.

وكان رد فعل السلطات الفرنسية عدم الاستجابة لهذه المطالب، بل ستقوم سنة 1937 باعتقال أو نفي عدد من الزعماء الوطنيين.